# فتوات الحسينية (فلم)
فتوات الحسينية هو فيلم مصري من إنتاج عام 1954، بطولة فريد شوقي وهدى سلطان ومحمود المليجي وإخراج نيازي مصطفى.

## قصة الفيلم
في أحد أحياء القاهرة القديمة، يستلم الابن عصا الفتوة من أبيه، ويتعلم منه كيفية القتال بالنبوت، ويتأهل أن يكون فتوة في الحسينية، يقوم صراع بين الشاب وبين الفتوة الحالي الطاغية، والذي ينافسه على حب نفس الفتاة التي يحبها، يدبر الفتوة الطاغية مؤامرة للشاب ويدخله السجن لعدة سنوات، ويسعى إلى الزواج من الفتاة التي تصده، وتنتظر عودة حبيبها، الذي تزوج منها قبل الدخول إلى السجن، تمر السنوات، ويخرج الزوج من السجن، ويتكهرب الحي كله، وتقوم مشاجرة فاصلة بين المتصارعين على الفتونة، وينغلب الشاب على الطاغية ويدخله السجن، ويعود إلى زوجته، ويصبح فتوة عادلا في الحي.

## طاقم التمثيل
- فريد شوقي: (بيومي)
- هدى سلطان: (زبيدة)
- محمود المليجي: (جعلص)
- وداد حمدي: (زنوبة)
- سعاد أحمد: (المعلمة شطة)
- سليمان الجندي: (أحمد)
- عبد العزيز خليل: (المعلم إبراهيم)
- مختار حسين: (شيال الحمول)
- محمد رضا: (أبو كف)
- زكي الفيومي: (سنسن)
- عبد الغني النجدي: (السكير)
- محمد شوقي: (القهوجي)
- حسين إسماعيل: (أحد رجال جعلص)
- حسن حامد: (أحد رجال جعلص)
- أجفان الأمير: (المطربة)
- نبوية مصطفى: (الراقصة)

## فريق العمل
- إخراج: نيازي مصطفى
- قصة: نجيب محفوظ، نيازي مصطفى
- سيناريو: نجيب محفوظ، نيازي مصطفى
- حوار: السيد بدير
- إنتاج: أفلام محمد فوزي
- مونتاج: حسين أحمد
- موسيقى: محمد فوزي
- مدير التصوير: كليليو، أوهان

## الأغاني
- تأليف: بيرم التونسي، عبد العزيز سلام
- ألحان: محمد فوزي

## وصلات خارجية
- مقالات تستعمل روابط فنية بلا صلة مع ويكي بيانات
- صفحة الفيلم على موقع السينما